# 박센산
박센산(영어: vaccenic acid)은 자연적으로 생성되는 트랜스 지방산이다. 박센산은 사람의 젖, 반추동물의 지방 및 우유, 버터, 요구르트와 같은 유제품에서 발견되는 주요한 트랜스 지방산이다. 모유의 트랜스 지방은 섭취하는 음식물의 트랜스 지방의 함량에 따라 달라질 수 있다.
박센산의 IUPAC 이름은 (11E)-11-옥타데센산(영어: (11E)-11-octadecenoic acid)이며, 축약명은 18:1 트랜스-11(영어: 18:1 trans-11)이다. 박센산(vaccenic acid)이란 이름은 라틴어 "vacca"("cow", "소, 암소, 젖소"를 의미함)에서 유래되었다.
박센산은 1928년에 동물성 지방과 버터에서 발견되었다. 포유류는 박센산을 항암 특성을 나타내는 공액리놀렌산인 루멘산으로 전환시킬 수 있다.
박센산의 입체이성질체인 시스-박센산은 오메가-7 지방산이며, 산자나무(Hippophae rhamnoides)기름에서 발견된다. 시스-박센산의 IUPAC 이름은 (11Z)-11-옥타데센산((11Z)-11-octadecenoic acid)이며, 축약명은 18:1 시스-11(18:1 cis-11)이다.

## 건강
앨버타 대학교의 2008년 연구는 16주 동안 쥐에게 박센산을 먹이면 총 콜레스테롤의 감소, 저밀도 지질단백질(LDL) 콜레스테롤 감소 및 트라이글리세라이드 수치가 감소하는 결과가 나왔다고 밝혔다. 연구자들은 사람의 임상 시험을 포함한 추가적인 연구를 수행할 준비를 하고 있다.
박센산은 양극성 장애 환자 및 조현병 환자의 안와전두피질에서도 발견된다.
조골세포에서 알칼리성 인산가수분해효소는 박센산에 의해 25% 저해된다.
팔미톨레산 및 박센산과 같은 피부 표면의 오메가-7 불포화 지방산의 산화는 흔히 노인 냄새로 알려진 현상의 원인일 수 있다.

## 같이 보기
- 오메가-7 지방산